# Shine (Anette Olzon)
Shine è il primo album in studio da solista della cantante svedese Anette Olzon, conosciuta come voce dei Nightwish. Il disco è uscito nel marzo 2014.

## Tracce
1. Like a Show Inside My Head – 3:38 (Anette Olzon, Johan Glössner, Stefan Örn)
2. Shine – 3:29 (Anette Olzon, Johan Glössner, Stefan Örn)
3. Floating – 3:09 (Anette Olzon, Johan Glössner, Sofia Loell)
4. Lies – 5:02 (Anette Olzon, Johan Glössner, Stefan Örn)
5. Invincible – 3:17 (Anette Olzon, Johan Glössner, Stefan Örn)
6. Hear Me – 3:04 (Anette Olzon, Johan Glössner, Stefan Örn)
7. Falling – 4:30 (Anette Olzon, Johan Glössner, Stefan Örn)
8. Moving Away – 4:59 (Anette Olzon, Johan Glössner, Stefan Örn)
9. One Million Faces – 2:54 (Anette Olzon, Fredrik Bergh, Martijn Spierenburg)
10. Watching Me from Afar – 4:14 (Anette Olzon, Johan Glössner, Stefan Örn)